# Eupithecia isabellina
Eupithecia isabellina es una especie de insectos lepidópteros, más concretamente de polillas, perteneciente a la familia de geométridos. La especie fue descrita por Claude Herbulot, habiendo sido descrita en 1993. Se distribuye en Ecuador, donde el holotipo, un espécimen macho adulto, fue recolectado en el km 25 de la carretera de Pifo a Baeza a una altitud de 3850 metros (12 631,2 pies) sobre el nivel del mar.